# Нирала Сурьякант Трипатхи
Сурьякант Трипатхи «Нирала» (хинди सूर्यकांत त्रिपाठी «निराला»; 21 февраля 1896, Мидинипур — 15 октября 1961, Аллахабад) — индийский поэт и писатель

 первой половины XX века, писавший на хинди. Автор множества рассказов, очерков, повестей, романов, литературоведческих работ. Наиболее известен как поэт, принадлежавший к направлению чхаявад, считается одним из основателей чхаявада наравне с такими поэтами, как Джайшанкар Прасад, Сумитранандан Пант и Махадеви Варма.С его именем связана целая эпоха в развитии современной поэзии хинди. Главными в творчестве Ниралы признаются сборники «Анамика» (два издания), «Благоухание», «Песни», «Гриб» и др.

## Биография

### Детство и юность
Сурьякант Трипатхи «Нирала» (хинди निराला, Nirālā — литературный псевдоним, дословно — «необычный, особенный») родился 21 февраля 1896 года, в день весеннего праздника Васант-панчами, в семье пандита Рамсахайя Трипатхи в деревне Мидинипур, княжество Махишадал. Отец Ниралы был родом из Гархаколы (бывш. княжество Ауд, совр. Уннао, Уттар-Прадеш), и имел там надел земли. Из-за финансовых трудностей ещё до рождения Ниралы Р. Трипатхи переехал с семьей в Бенгалию, где получил должность при дворе местного раджи. Мать Ниралы умерла, когда сыну было всего три года.
Начальное образование Сурьякант Трипатхи получил в Бенгалии, поэтому его родным языком стал бенгальский. В школе он изучал санскрит, хинди, английский язык, древнюю и новую литературу, интересовался философией, историей, классической индийской музыкой и пением. Несмотря на запреты отца, бросил школу, доучившись до девятого класса, и стал заниматься санскритом, английским, музыкой и пением самостоятельно.
Трипатхи часто ездил на родину своего отца, в Ауд. В тех краях распространен диалект авадхи. Среди местных жителей особо популярно произведение Тулсидаса «Море подвигов Рамы» («Рамачаритаманаса»). Каждый вечер вся деревня собирается, чтобы послушать сказания, песни или стихи Кабира и Тулсидаса. Нирала часами слушал предания и пение «Альхи» (популярное народное сказание о подвигах легендарных героев на основе героической поэмы), много времени проводил за чтением произведений Тулсидаса, Кабира. В юношеские годы он создал свои первые стихи на бенгальском, подражая средневековым поэтам-бхактам и классику бенгальской литературы Рабиндранату Тагору.
По обычаям того времени, Сурьяканта Трипатхи женили рано, когда ему было 13 лет. Вместе с женой, Манохарой Деви, они поселились в доме отца поэта. Жена Ниралы любила литературу хинди, под её влиянием он стал изучать историю литературы хинди, в особенности творчество поэтов-бхактов. Нирала увлекался также и английской литературой, главным образом, творчеством Шекспира, Келли, Китса. В семье Сурьяканта Трипатхи Ниралы родилось двое детей: сын Рамакришна и дочь Сародж. Однако во время эпидемий, вспыхнувших в Индии после начала первой мировой войны, в 1919 г., его жена умерла. Спустя год от тяжелого гриппа скончался отец, потом дядя. Заботы о дочери, сыне и племянниках легли на плечи Ниралы. Поэт тяжело переживал утраты. Несмотря на старания родственников и друзей женить его во второй раз, С. Т. Нирала остался верным памяти жены до конца своих дней.

### Молодость
После смерти отца Нирала получил должность при дворе правителя Махишадала. Однако вскоре он оставил службу и стал перебиваться случайными заработками — перепиской, канцелярской работой. С. Т. Нирала много переводил, занимался исследованиями творчества Тулсидаса и выпустил несколько статей, раскрывающих мистический смысл «Океана подвигов Рамы». Также он занимался сравнительным изучением грамматики языков хинди и бенгали — статью Ниралы на эту тему опубликовали в журнале «Сарасвати».
В 1921 году С. Т. Нирала переехал в Калькутту, оставив сына и дочь у родителей покойной жены. В Калькутте Нирала сотрудничал с журналом «Саманвая» — органом религиозно-реформаторского общества «Миссия Рамакришны». Несколько лет, проведенных в Калькутте, оказали сильное влияние на общественно-политические и эстетические взгляды Ниралы. В то время Калькутта была столицей Британской Индии и культурным центром всей Индии. Нирала был тесно связан с бенгальскими литераторами, певцами, музыкантами, с театральными кругами. Он переводил с бенгальского на хинди произведения Свами Вивекананды, Рабиндраната Тагора, Б. Чоттопадхая, Ш. Чоттопадхая.
В 1923 году Нирала переехал в Мирзапур, работал в журнале «Матвала». С. Трипатхи Нирала писал и публиковал свои стихи, критические статьи и обзоры, занимался исследованиями по разным вопросам литературы, философии, религии. В 1928 г. снова переехал — на сей раз в Лакхнау. Там Нирала стал работать в книжном издательстве. Начали издаваться сборники стихов и песен поэта, выходили в свет его романы и рассказы. Постепенно у него появлялось все больше поклонников. Но вскоре по совету друзей С. Трипатхи переехал в Аллахабад — один из главных центров литературы хинди. Там С. Т. Нирала сблизился с крупнейшими поэтами эпохи — Джайшанкаром Прасадом и Сумитрананданом Пантом. Принимал активное участие в поэтических состязаниях («кави саммелан»), выступал на митингах и политических собраниях. В доме Ниралы собирались друзья поэта, читали свои произведения, обсуждали вопросы литературы и искусства.

### Зрелые годы
Хотя сам Нирала так и не женился второй раз, он должен был устроить брак своей дочери, Сародж, в соответствии с традициями, но он осознанно последовал революционным взглядам религиозных реформаторов. Нирала «выступал против религиозных и кастовых запретов на любовь, считая, что брак должен заключаться лишь на основе взаимного влечения…». Нирала бросил вызов всему обществу, исполнив роль пурохита (семейного священника) на свадебной церемонии своей дочери. Вскоре Ниралу постиг еще один удар: Сародж скончалась в 1935 году после продолжительной болезни. Поэт тяжело переживал кончину дочери.
В годы Второй мировой войны Нирала жил в Аллахабаде, перебивался скудными заработками. Несмотря на все перенесенные им страдания, которые сильно подорвали его здоровье, и на затруднительное финансовое положение, С. Т. Нирала по-прежнему оставался верен литературному творчеству.Он был щедрым человеком, помогал нуждающимся, мог отдать людям последнее. В 1946—1949 гг. он часто переезжал в другие города, жил в Варанаси, в Уннао. В свет вышли несколько сборников его стихов и песен. 15 октября 1961 года, после продолжительной болезни, поэт скончался.
Смерть Ниралы в Индии восприняли как большую потерю для индийской литературы. В журнале «Сарасвати» писали: «Закатилась самая яркая звезда литературы хинди. После Тулсидаса во всей поэзии хинди не было поэта, равного по таланту и величию Нирале. Лишь будущие поколения смогут по достоинству оценить этого замечательного поэта и человека». "…его поэзия всегда будет вдохновлять сердца людей, " — так писал о Нирале Р. Шарма.

## Творчество

### Ранний период (1919—1929)
Первые зрелые поэтические произведения Ниралы появились еще в 1916 году, но прошло много лет, прежде чем они были опубликованы сначала на страницах периодической печати, а затем — в отдельных изданиях. Так, своё первое большое лирическое произведение — стихотворение «Бутон джухи» (хинди जुही की कली, Jūhī kī kalī) — Нирала послал в журнал «Сарасвати», но редактор журнала Махавир Прасад Двиведи вернул его автору обратно. Только в 1923 г. оно было опубликовано в журнале «Матвала»:
…

Но пробыл недолго в разлуке с любимой

Стремительный ветер весны…

Он снова припомнил счастливые встречи,

И лунную ночь над зеркальной водой,

И, полное трепета, нежное тело

Супруги своей молодой,

И вот, встрепенувшись, назад полетел он —

Стрелой полетел над полями, садами,

Над реками и водоемами,

Над зарослями полутемными

И снова вернулся к той роще густой,

Где только что был он супругом влюбленным

И мог наслаждаться чудесным бутоном,

Его ароматом, его чистотой.

А джухи спала…

Откуда, бедняжка, она догадаться могла,

Что снова примчался веселый и пылкий супруг,

Обняв её краем крыла?

…

Но ветер с волнением нетерпеливым

Сердито толкнул, разбудил её страстным порывом,

И нежная краска её лепестки залила,

И, как новобрачная, с тихим испугом

Она свой доверчивый взор подняла:

Увидела рядом на ложе

Того, кто всего ей дороже,

Со смехом счастливым

К нему на плечо прилегла

И в игры любовные с милым супругом

Играть начала».
Оригинальный текст (хинди)…

आई याद बिछुड़न से मिलन की वह मधुर बात, 

आई याद चाँदनी की धुली हुई आधी रात, 

आई याद कांता की कंपित कमनीय गात, 

फिर क्या? पवन 

उपवन-सर-सरित गहन-गिरि-कानन 

कुंज-लता-पुंजों को पार कर 

पहुँचा जहाँ उसने की केलि 

कली-खिली-साथ। 

सोती थी, 

जाने कहो कैसे प्रिय-आगमन वह? 

…

कौन कहे? 

निर्दय उस नायक ने 

निपट निठुराई की 

कि झोंकों की झड़ियों से 

सुंदर सुकुमार देह सारी झकझोर डाली, 

मसल दिए गोरे कपोल गोल; 

चौंक पड़ी युवती— 

चकित चितवन निज चारों ओर फेर, 

हेर प्यारे को सेज-पास, 

नम्रमुख हँसी—खिली, 

खेल रंग, प्यारे संग। 
— Перевод С. Северцева
У Ниралы быстро появились поклонники, однако консервативные издатели обвиняли поэта в кощунстве, забвении индийских культурных традиций, часто не пропускали его произведения в печать.
В Калькутте Нирала познакомился со многими деятелями общества «Миссия Рамакришны», стал изучать философские, социальные и религиозные взгляды Рамакришны и Вивекананды, которые оказали сильное влияние на творчество поэта. Сам Нирала говорил так: «…не думайте, что я Нирала, это Вивекананда говорит мной. Я лишь интерпретатор его мыслей». Так, в сборник «Анамика» (букв. «безымянная») входят несколько переложений произведений Вивекананды на хинди — стихотворения «Пою песнь лишь для тебя» («Gātā hū̃ gīt maĩ tumhī̃ sunāne ko») и «Пляши на нем, Шьяма!» («nace us par šyāmā»).
Первое собрание сочинений Ниралы, сборник «Анамика», вышел в свет в 1923 году. Его опубликовал господин Махадевпрасад, истинный ценитель произведений поэта, с которым Нирала познакомился во время работы в редакции журнала «Саманвая» в Калькутте. Позже Махадевпрасад пригласил Ниралу в журнал «Матвала». В предисловии ко второму изданию «Анамики» (1937) С. Т. Нирала пишет, что свой творческий псевдоним — Нирала — он подобрал по созвучию с названием журнала «Матвала». Свой первый сборник стихов Нирала назвал так лишь потому, что он посвящён памяти Махадевпрасада, без которого ни сборника, ни самого Ниралы могло и не быть. Однако по оценке самого автора в первом сборнике 1923 г. стихотворения были несколько не доработаны, впоследствии многие из них вошли в сборник «Благоухание» (1929) и во второе издание «Анамики».
Большинство ранних стихотворений Ниралы (сборники «Благоухание» и «Анамика») принято относить к поэтическому направлению чхаявад, которое обращается в первую очередь к внутреннему миру человека. Основной темой для чхаявада стала проблема отношения человека к богу и к миру.В миропонимании поэтов чхаявада — пересечение идей адвайта-веданты с новыми реформаторскими воззрениями. Стихи поэтов-чхаявадинов отражают восприятие их лирическим «я» единства бога и мира, присутствия бога в живой и неживой природе. Человеческие чувства и переживания, само «я» отождествляются в их поэзии с природным миром. Поэты чхаявада одушевляют природные явления, стремятся познать в их красоте и многообразии человеческое существо и божественную сущность. В поэзии представителей чхаявада проявляется чувство сопричастности боли и страданию всего мира. Их поэзии присущ символизм. Особый, символический язык необходим поэтам чхаявада для передачи мистических настроений, обращения к божеству. Для творчества поэтов данного течения характерен отказ от традиционных и стандартных художественных средств, литературных форм, — от всего, что может помешать свободному выражению чувств.
Чхаявад возник и развивался в условиях сложного взаимодействия прошлого и настоящего, традиций и новаторства, индийской и европейской культур, в пору национально-освободительного движения. Чхаявад отразил многие противоречия своего времени: и пробуждение национального самосознания, и разочарование после неудачного начала национально-освободительного движения, пессимистические настроения в отношении целей борьбы за независимость и даже самой борьбы, разочарованность противодействием со стороны собственных соотечественников, живучесть предрассудков и требований средневековой морали.

### Переходный период (1930-е гг.)
С середины 30-х гг. большую роль в творчестве С. Т. Ниралы начала играть сатира, произведения наполнились остросоциальным содержанием. Вскоре после смерти дочери Нирала создал стихотворение «Памяти Сародж» («Saroj-smṛti»), которое вошло в сборник «Анамика» (1937). Произведение довольно крупное по размеру, его можно, скорее, назвать поэмой или элегией. Е. П. Челышев склонялся к определению его как элегии и отмечал, что оно является одним из первых произведений этого жанра в поэзии хинди.
Второй сборник «Анамика» является сборником представительных произведений поэта. В тематическом отношении произведения весьма разнородные: в сборнике нашли место темы любви, стремления к прекрасному; стихотворения, посвящённые судьбе народа, страны, остросоциальным проблемам, сочувствию к обездоленным, идеям борьбы за справедливость, индуистского возрождения, миссии поэта в мире и значению его творчества, а также глубокие философские произведения. В сборник входят одни из самых известных произведений поэта: от ранних романтических зарисовок (относящихся к чхаяваду) до более поздних стихотворений, которые отражают перелом в мировоззрении поэта и по духу относятся, скорее, к прогрессивизму. Одним из первых в сборнике помещается «программное» стихотворение Ниралы, его своеобразный манифест («К другу»).
В своих сатирических произведениях того времени поэт высмеивал брахманов, которые после совершения омовения в водах Гомати кормили обезьян, ничем не делясь с бедняками. С. Т. Нирала был против бездумного следования обрядам. Баччан Синх отмечал, что Нирала был революционером и в литературе, и в общественной жизни. «В поэзии он начал с ниспровержения традиционной поэтики, выступив против признанных авторитетов…Он не признавал никаких ограничений, пут и оков…Он решительно выступал против бесполезных, с его точки зрения, общественных запретов, устаревшей морали, лжи и лицемерия, считал бесчеловечным существующее в Индии отношение к неприкасаемым, критиковал кастовый гнет…».

### Поздний период (1940-50-е гг.)
Поздний период творчества Ниралы характеризуется усилением тенденций реализма, сочетавшегося с романтизмом. Некоторые исследователи также отмечают, что в ряде произведений Ниралы, созданных в 40-е гг., наблюдается влияние сюрреализма, которое проявляется в несвязности поэтических картин и большей усложненности образов. В своих позднейших сочинениях автор отказался от усложненного стиля, часто обращался к использованию песенных размеров и фольклорных элементов. В 1940-е гг. вышли в свет сборники «Гриб» («Kukurmuttā»), «Новые листья» («Naye patte»), «Песенный звон». В конце 1950-х гг. в журнале «Сарасвати» печатались последние стихи и песни Ниралы.

## Сочинения в русском переводе
- Стихи // Иностранная литература. — М., 1956. — № 11. — С. 6—7.
- Алака. Избранная проза. — М., 1960.
- Поток. Стихи, песни и поэмы. — М., 1961.
- Молнии и лотосы. Индийская лирика XX века в переводах Сергея Северцева. — М., 1975.

### На русском языке
- Вишневская Н.А. Чхаявад и проблемы формирования новой литературной системы в поэзии хинди XX в. — М.: Наука, 1988. — 139 с.
- Вишневская Н.А. Философия неоиндуизма и литература хинди первой трети XX в // Религии в развитии литератур Азии и Африки XX века / Отв. ред. Н.И. Никулин. — М.: Наука, 2006. — С. 176—207.
- Краткая история литератур Индии. Курс лекций / Отв. ред. В.И. Балин, В.А. Новикова. — Л.: Издательство Ленинградского университета, 1974. — 148 с.
- Чернышев В. А. Нирала // Краткая литературная энциклопедия / Гл. ред. А. А. Сурков. — М. : Советская энциклопедия, 1968. — Т. 5. Мурари — Припев. — С. 293.
- Рыбаков Р.Б. Буржуазная реформация индуизма. — М.: Главная редакция восточной литературы издательства «Наука», 1981. — 183 с.
- Челышев Е.П. С. Т. Нирала и его вклад в современную поэзию хинди // Литературы Индии. — М.: Изд-во вост. лит., 1958.
- Челышев Е.П. Современная поэзия хинди (Традиции и новаторство в творчестве Сумитранандана Панта и Сурьяканта Трипатхи Ниралы). — М.: Наука, 1965. — 372 с.
- Челышев Е.П. Литература хинди. Краткий очерк. — М.: Наука, 1968. — 328 с.
- Челышев Е.П. Сурьякант Трипатхи Нирала / Академия наук СССР, Институт востоковедения. — М.: Главная редакция восточной литературы издательства «Наука», 1978. — 221 с. — (Писатели и ученые Востока). — 10 000 экз.
- Челышев Е.П. Избранные труды. В 3-х томах. — М.: Наука, 2001. — Т. 1. — 786 с. — ISBN 5-02-022633-5.
- Якунин В. П. Основные черты художественной прозы Ниралы // Современная индийская проза. — М.: Изд-во вост. лит., 1962. — 386 с.

### На английском языке
- Sisir Kumar Das. History of Indian Literature: 1911-1956, struggle for freedom: triumph and tragedy. — New Delhi: Sahitya Akademi, 1995.
- Pr. R.P. Chaturvedi, D. Litt. Great personalities. — Agra: Upkar prakashan, 2011.

### На хинди
- Kapūr Šyāmacandra. Hindī sāhitya kā itihās. — Naī Dillī: Granth Akādamī, 1999.
- Pr. Kṣem. Chāyāvād ke gaurav-cihn. — Vārāṇasi: Hindi Pracārak Pustakālay, 1956.
- Pr. Šivgopāl Mišra. Aise the hamāre Nirālā.. — Naī Dillī: Takṣašilā prakāšan, 2002.
- Pr. Rāmvilās Šarmā. Nirālā. — Āgrā: Pustak prakāšak tathā vikretā, 1955.
- Pr. Rāmvilās Šarmā. Nirālā kī sāhitya sādhanā. — Naī Dillī: Rājkamal prakāšan, 1990.
- Dr. Rāmvilās Šarmā. Mṛtyuňjayī Nirālā // Nirālā navmūlyaṅkan / Dr. Triveṇīdatt Šukla. — Ilāhābād, 2011.
- Candrabalī Sinh. Lok dṛṣṭi aur hindi sāhitya. — Vārāṇasi.